# Windsor (Anglaterra)
|  | Aquest article tracta sobre la població anglesa. Vegeu-ne altres significats a «Castell de Windsor». |

Windsor és una petita ciutat del comtat de Berkshire a Anglaterra. Està al sud-oest de la ciutat de Londres i al sud del riu Tàmesi. En aquesta localitat es troba el castell de Windsor, una de les residències oficials de la família reial britànica. El castell va ser construït pel rei Guillem I d'Anglaterra però ha sofert nombroses reformes i modificacions al llarg dels segles.
Gràcies a la situació de la residència reial, a Windsor poden trobar-se els mateixos serveis que en una gran ciutat: dues estacions de ferrocarril, un teatre i nombrosos hotels. La ciutat compta també amb un "safari park" i un parc infantil "Legoland" pertanyent al grup Lego. Tot i l'antiguitat de la ciutat la majoria dels edificis són de finals del segle xix, quan es va substituir les construccions medievals per altres més modernes.
Windsor està unida amb la ciutat d'Eton, al costat oposat del riu Tàmesi, mitjançant el pont de Windsor. En l'actualitat, és un pont només per a vianants i representa una bona ruta per a anar des del centre de la ciutat fins al carrer principal d'Eton. Al sud de la ciutat hi ha una àrea natural de 2.020 hectàrees anomenada Gran Parc de Windsor, la població veïna d'Egham i el llac Virginia Water.

## Nom
Windsor apareix en les fonts documentals per primera vegada en la Crònica anglosaxona. El nom deriva de l'anglès antic llavors escrit Windles-ore o Windlesora, que vol dir «bancal elevat a la riba del riu», nom que fa referència a la resclosa que, des d'antic hi havia aquí.

## Història
Al començament Windsor era un bosc al qual es podia accedir fàcilment des del riu, freqüentat com a lloc de cacera des del segle xi pels reis d'Anglaterra. Un segle després la zona per on es desembarcava va prendre el nom d'Old Windsor i la zona on es va construir el primer pavelló de caça, que més tard seria el castell es va anomenar New Windsor, que és l'actual població, situada a uns 3 km d'Old Windsor.

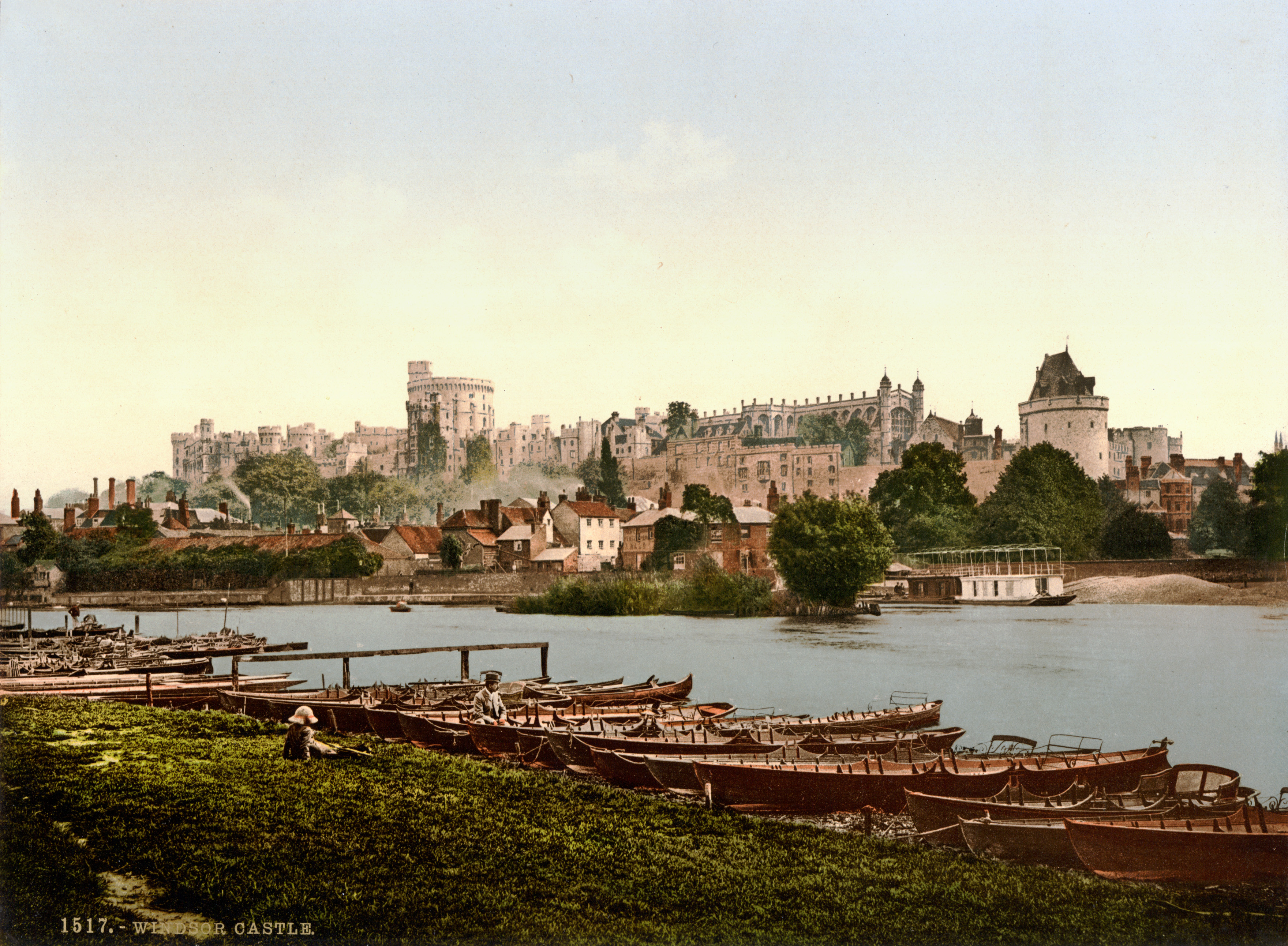
Foto del 1845

En el Domesday Book és esmentat el castell, dins la parròquia de Clewer, això vol dir que el lloc del castell va canviar posteriorment. Segons una crònica va ser Enric II qui el va fer reconstruir en el lloc actual. Aquest monarca es va casar amb la seva segona esposa aquí. La nova ciutat, inclosa l'església parroquial, el mercat, el pont i la leproseria es van començar a edificar a partir de l'any 1170, acabada la guerra civil que va haver durant el regnat d'Esteve de Blois. En la mateixa època es va fer la sala superior del castell reforçada amb pedra.
La ciutat de New Windsor, com a residència reial, va ser una població amb privilegis des del començament, mentre que altres poblacions havien de pagar taxes al rei, Windsor n'estava lliure. La ciutat tenia al segle xiv un saló gremial anomenat Fraternitat de la Sagrada Trinitat, que comptava amb el patronatge de la família reial. Dins la carta de privilegis atorgada per Eduard I l'any 1277, va ser nomenada ciutat principal del comtat (royal borough). Aquesta posició dins el comtat de Berkshire nii va durar gaire, ja que era un lloc de difícil accés, si no era pel riu, i Wallingford va ocupar el lloc capital a començaments del segle xiv.
Les contínues obres de millores o d'ampliació fetes al castell van portar treballadors de la construcció que es van instal·lar al poble, i la presència de la família reial i els seus convidats van atreure oficis que normalment només hi havia a les grans ciutats: orfebres, vinaters, mercers i especiers, els quals van muntar els seus negocis aquí. En època d'Eduard III, el castell va ser l'edifici secular més gran d'Anglaterra. Atreia també pelegrins que anaven a visitar la tomba reial d'Enric VI, el fragment de la santa Creu i altres relíquies que hi havia a la capella del castell. Els pelegrins probablement també visitaven l'església de la Mare de Déu, en el veí col·legi d'Eton, fundada per Enric VI l'any 1440.

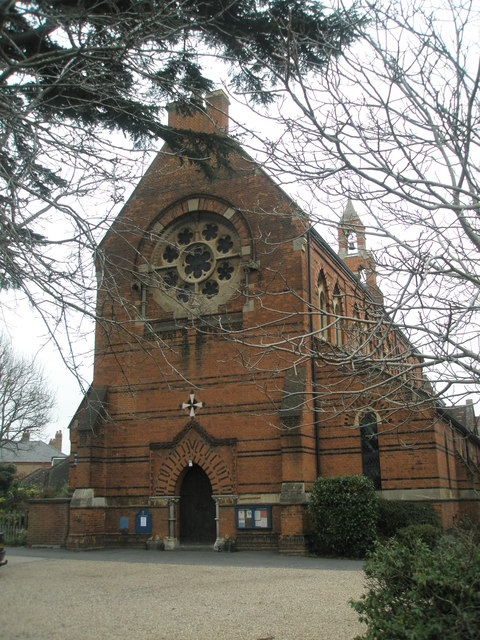
Església de Tots els Sants

Molts relats sobre el Windsor dels segles xvi i xvii parlen de pobresa, cases i carrers en mal estat, això s'explica perquè els reis d'aquella època no freqüentaven gaire el castell i els ingressos municipals van baixar. Una obra de Shakespeare titulada Les alegres comares de Windsor conté referències a aquesta població i al territori circumdant.
Entre el 1680 i el 1691 es va construir una nou saló gremial (Guildhall), de cara al castell. En aquesta època el rei Carles II va escollir Windsor com a residència, cosa que va retornar la prosperitat a la ciutat. Els seus successors, però, no van triar aquest lloc ver viure-hi i els edificis que l'ajuntament havia planejat construir van quedar a mig fer per manca d'ingressos. La ciutat va quedar en la pobresa fins a mitjan segle xix.
L'any 1652 Oliver Cromwell es va fer construir la casa més gran del Gran Parc de Windsor, en terres expropiades a la corona. Aquesta casa es diu Cumberland Lodge perquè va ser la residència del duc de Cumberland a mitjan segle xviii.

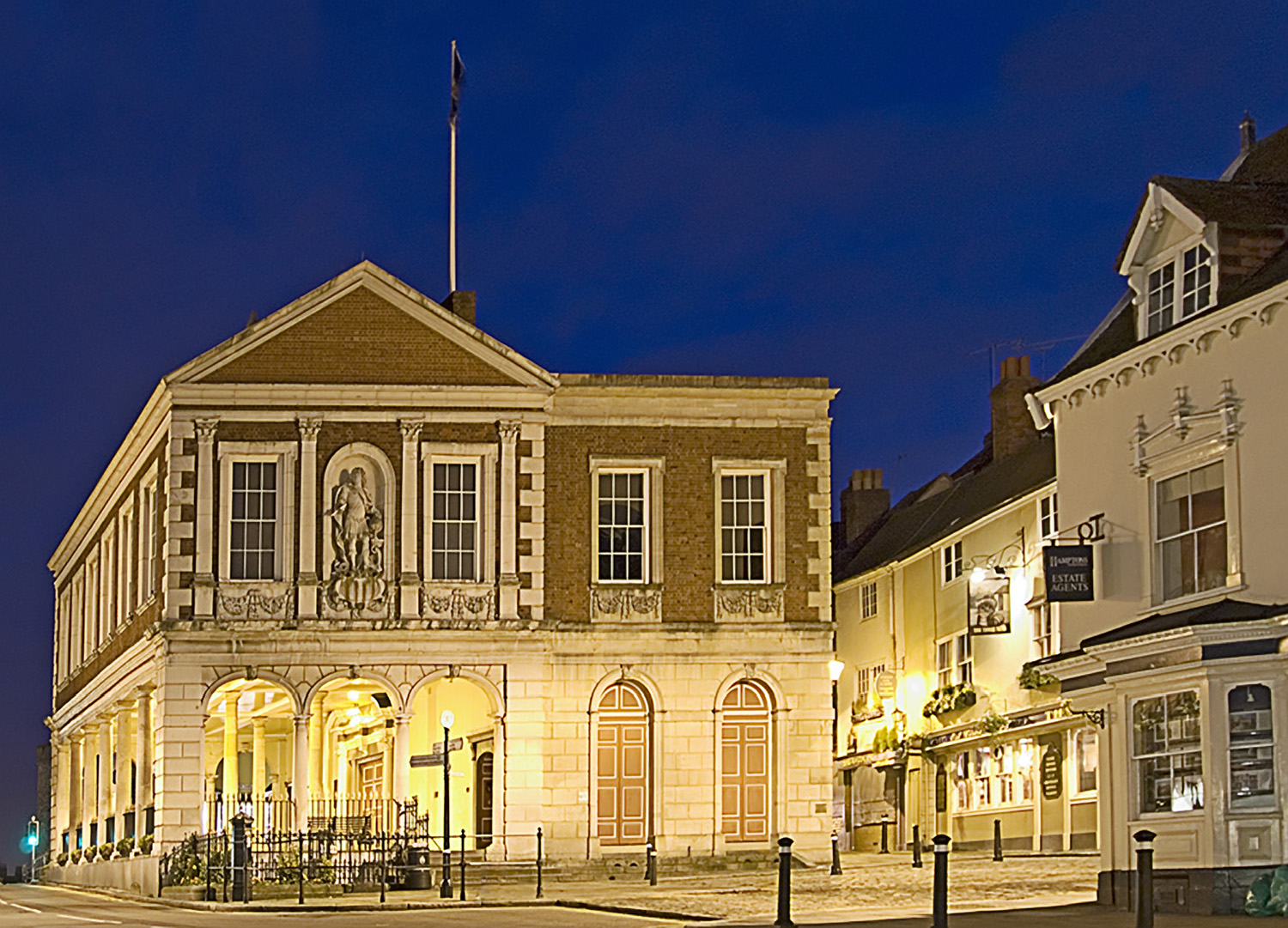
El Guildhall a la plaça del mercat.

El 1778 va haver un retorn de la família reial, promoguda per Jordi III i una altra vegada el 1804. Es va iniciar un període de nou desenvolupament a Windsor amb la construcció de dues bases militars. D'altra banda, la presència de tants soldats va atreure negocis de prostitució que, instal·lats en una ciutat amb pocs carrers que no havien canviat gaire des del 1530, van suposar un problema reconegut l'any 1830. Al segle xviii molts compradors de Londres venien a la ciutat de Windsor cercant un model de cadira amb braços anomenat cadira Windsor, que de fet es fabricava al comtat de Buckinghamshire. Al segle xix es van fer plans per modernitzar la ciutat que no van respectar gairebé cap edifici, fins i tot es va enderrocar l'església de sant Joan que datava del 1135.
New Windsor va canviar oficialment el seu nom pel de "Windsor" l'any 1974.

## Agermanaments
Windsor té relacions d'agermanament amb:
- Neuilly-sur-Seine (França), des del 1955.
- Goslar (Alemanya), des del 1969.

## Esports
L'equip de futbol sènior és el Windsor F.C., que normalment participa en la Lliga Combinada de Comtats de Primera Divisió. El seu estadi es diu Stag Meadow, que van ser uns terrenys cedits pel rei Jordi VI l'any 1911. l'estadi està situat al Gran Parc de Windsor. El president del club és el famós presentador de televisió Barry Davies.
Hi ha un equip de criquet, el Windsor Cricket Club, que juga a Home Park al darrere del castell. En aquest lloc es va diputat el Lord's Taverners del 2006. Normalment participa en la divisió 2A de la Lliga de la Vall del Tàmesi. El mateix camp és emprat per un equip de rugbi, el Neighbours, que juga en la lliga de la Divisió Sud. Hi ha altres clubs esportius que practiquen a Home Park: de hoquei, de tir amb arc i d'atletisme.
El Royal Windsor Rollergirls, és un club de patinadores fundat el 2007, que practiquen al Windsor Leisure Centre.

## Transports

Estació Riverside de ferrocarril.

Windsor és accessible des de la sortida 6 de la carretera M4 i des de la ciutat de Slough per una carretera local de 3 mills. i ha servei d'autobusos de l'empresa First Berkshire & The Thames Valley, i un servei d'aparcament d'enllaç amb la capital, gestionat per la companyia Courtney Coaches.
Windsor té dues estacions de ferrocarril: la de Windsor & Eton Central té servei d'enllaç amb Slough, i la de Windsor & Eton Riverside enllaça amb Londres Waterloo. Ambdues estacions es van construir en la mateixa època, al segle xix, ja que les dues companyies ferroviàries volien oferir transport a la reina Victòria. Entre el 1883 i el 1885, la línia de metro de Londres va arribar fins a Windsor.
Windsor té sortida freqüent d'autobusos que enllacen amb l'aeroport de Heathrow, amb l'estació Victòria, al centre de Londres, i amb el parc d'atraccions Legoland Windsor Resort.
Windsor té enllaça amb Eton, que està a l'altra banda del riu, mitjançant un pont que originàriament era per a vehicles i actualment és per a vianants i ciclistes. La carretera cap al sud enllaça amb el Gran Parc de Windsor, la veïna població d'Egham i el llac Virginia Water.

## Fills il·lustres
- Benjamin Rogers (1614-1698), músic i compositor, va compondre el famós himne Teach, me, o Lord.